# Royal Rumble (2025)
Royal Rumble (2025), promowany również jako Royal Rumble: Indianapolis – trzydziesta ósma gala wrestlingu w chronologii cyklu Royal Rumble wyprodukowana przez federację WWE dla zawodników z brandów Raw, SmackDown i NXT. Odbyła się 1 lutego 2025 w Lucas Oil Stadium w Indianapolis w stanie Indiana. Było to również pierwsze PPV i wydarzenie WWE transmitowane na żywo w serwisie Netflix na większości rynków poza Stanami Zjednoczonymi, po przeniesieniu WWE Network do usługi w styczniu 2025 roku.
Gala opierała się na Royal Rumble matchach, a zwycięzca tradycyjnie otrzymuje walkę o mistrzostwo świata na tegorocznej WrestleManii. W przypadku gali w 2025 roku zwycięzcy poszczególnych kategorii mężczyzn i kobiet otrzymują wybór, o które mistrzostwa będą walczyć na WrestleManii 41. Zwycięzca mężczyzn może wybrać walkę o World Heavyweight Championship (brandu Raw) lub Undisputed WWE Championship (brandu SmackDown), podczas gdy zwyciężczyni kobiet miała wybór pomiędzy Women’s World Championship (brandu Raw) lub WWE Women’s Championship (brandu SmackDown). Pojedynek kobiet, który był walką otwarcia, wygrała Charlotte Flair ze SmackDown, podczas gdy walkę mężczyzn, który był głównym wydarzeniem karty, wygrał Jey Uso z Raw.
Oprócz dwóch walk Royal Rumble, w karcie znalazły się dwa inne pojedynki o mistrzostwa SmackDown. W pierwszym z nich, #DIY (Johnny Gargano i Tommaso Ciampa) pokonali The Motor City Machine Guns (Alexa Shelleya i Chrisa Sabina) 2–1 w two out of three falls matchu, aby zachować WWE Tag Team Championship, podczas gdy Cody Rhodes pokonał Kevina Owensa w ladder matchu, aby zachować Undisputed WWE Championship. Wydarzenie było również świadkiem powrotu Flair, Alexy Bliss, Nikki Belli, AJ Stylesa i Trish Stratus, a także pojawienia się TNA World Championa Joe Hendry’ego.

## Produkcja

### Tło
Royal Rumble to coroczna gala profesjonalnego wrestlingu organizowana co roku w styczniu przez WWE od 1988 roku. Jest to jedno z pięciu największych wydarzeń roku w tej organizacji, obok WrestleManii, SummerSlam, Survivor Series i Money in the Bank, określane jako „Wielka Piątka”. Koncepcja wydarzenia opiera się na Royal Rumble matchu, zmodyfikowanym battle royalu, w której uczestnicy wchodzą na ring w określonych odstępach czasu, a nie wszyscy zaczynają na ringu w tym samym czasie.
Od powstania wydarzenia w 1988 roku do 2024 roku Royal Rumble odbywało się corocznie pod koniec stycznia. 24 czerwca 2024 roku WWE ogłosiło partnerstwo z Indiana Sports Corp., w ramach którego Royal Rumble w 2025 roku, a także przyszła WrestleMania i przyszłe SummerSlam, odbędą się na Lucas Oil Stadium w Indianapolis w stanie Indiana. Data 38. corocznego Royal Rumble została ogłoszona na sobotę, 1 lutego, tym samym oznaczając pierwsze Royal Rumble, które odbędzie się poza styczniem. Wystąpią w nim wrestlerzy z brandów Raw i SmackDown. Bilety trafiły do sprzedaży 15 listopada 2024 roku. Oficjalną piosenką przewodnią wydarzenia jest "Von Dutch" Charli XCX.
Tradycją gali Royal Rumble jest zorganizowanie dwóch Royal Rumble matchy, w którym bierze udział 30 wrestlerów w każdym z nich, a zwycięzca otrzyma szansę na walkę o World Heavyweight Championship (brandu Raw) lub Undisputed WWE Championship (brandu SmackDown) na WrestleManii 41, a zwyciężczyni otrzyma szansę na walkę o Women’s World Championship (brandu Raw) lub WWE Women’s Championship (brandu SmackDown) także na WrestleManii 41.

### Punkty nadawcze
Oprócz emisji w tradycyjnym pay-per-view (PPV) na całym świecie, będzie on dostępny do transmisji na żywo na Peacock w Stanach Zjednoczonych, Netflix na większości innych rynków międzynarodowych i WWE Network we wszystkich pozostałych krajach, które nie zostały jeszcze przeniesione do Netflix z powodu wcześniej obowiązujących umów. To oznacza pierwsze WWE PPV i wydarzenie transmitowane na żywo, które zostanie wyemitowane w serwisie Netflix po fuzji WWE Network w ramach usługi w styczniu 2025 roku na tych obszarach.
W dniu 9 stycznia 2025 roku WWE ogłosiło zawarcie wieloletniej umowy z Cosm, w ramach której wybrane wydarzenia WWE PPV i transmisje na żywo będą transmitowane z wciągających kopuł LED Cosm o średnicy 87 stóp, z lokalizacjami w Los Angeles i Dallas w Teksasie (podobnie jak Sphere w Las Vegas). Pierwszym wydarzeniem WWE transmitowanym z kopuł Cosm będzie Royal Rumble w 2025 roku.

### Rywalizacje
Royal Rumble oferowało walki profesjonalnego wrestlingu z udziałem wrestlerów należących do brandów Raw i SmackDown. Wyreżyserowane rywalizacje (storyline’y) były kreowane podczas cotygodniowych gal Raw i SmackDown. Wrestlerzy są przedstawieni jako heele (negatywni, źli zawodnicy i najczęściej wrogowie publiki) i face’owie (pozytywni, dobrzy i najczęściej ulubieńcy publiki), którzy rywalizują pomiędzy sobą w seriach walk mających budować napięcie. Kulminacją rywalizacji jest walka wrestlerska lub ich seria.

#### John Cena
13 listopada 2024 roku ogłoszono, że John Cena weźmie udział w Royal Rumble, co z kolei będzie jego ostatnim występem w Royal Rumble, ponieważ Cena ogłosił na Money in the Bank 2024, że przejdzie na emeryturę pod koniec 2025 roku. 6 stycznia, podczas premiery WWE Raw na Netflixie, Cena ogłosił, że weźmie udział w Royal Rumble matchu, aby spróbować zdobyć szansę na zdobycie 17. mistrzostwa świata na WrestleManii 41.

#### Pojedynek o Undisputed WWE Championship
Na gali Bad Blood w październiku, Undisputed WWE Champion Cody Rhodes odłożył na bok różnice z długoletnim rywalem Romanem Reignsem, aby zmierzyć się z nową iteracją The Bloodline (Solo Sikoa i Jacob Fatu) w tag team matchu, który wygrali Rhodes i Reigns. Po tym wydarzeniu fani uchwycili materiał filmowy, na którym Kevin Owens miał sprzeczkę z Rhodesem na parkingu, gdy wchodził do swojego autobusu, co zakończyło się atakiem Owensa na Rhodesa, tym samym zmieniając Owensa na heela. Owens uznał współpracę Rhodesa z Reignsem za zdradę ze względu na wcześniejsze problemy Owensa z Reignsem i oryginalnym Bloodline. Rhodes i Owens ostatecznie zmierzyli się ze sobą podczas Saturday Night’s Main Event 14 grudnia o tytuł, a ze względu na motyw retro z lat 80., Rhodes użył wersji Winged Eagle pasa WWE Championship. Podczas pojedynku Owens wykonał Stunner na Rhodesie, co nieumyślnie wyrzuciło sędziego z ringu. Podczas gdy sędzia wciąż był obezwładniony, Owens chwycił krzesło i próbował zaatakować Rhodesa, ale Rhodes chwycił je i wykonał Cross Rhodes na Owensie na krześle. Sędzia następnie doszedł do siebie i odliczył pin, dzięki czemu Rhodes zachował tytuł. Po tym jak wydarzenie zeszło z anteny, Owens zaatakował Rhodesa package piledriverem i ukradł pas Winged Eagle, twierdząc następnie, że jest "prawdziwym mistrzem". 27 grudnia podczas odcinka SmackDown, Generalny Menadżer brandu Nick Aldis zażądał, aby Owens zwrócił pas Winged Eagle lub zostanie zwolniony. Owens stwierdził, że odda go tylko wtedy, gdy otrzyma rewanż z Rhodesem. Aldis odmówił i stwierdził, że żądanie nie podlega negocjacjom. Rhodes przerwał i stwierdził, że nie chce, aby Owens przedstawiał się jako męczennik, który został zmuszony do oddania pasa. Zamiast tego chciał mieć szansę na zemstę na Owensie i samemu go odebrać, proponując tym samym ladder match na Royal Rumble z pasami Undisputed i Winged Eagle zawieszonymi nad ringiem, ze zwycięzcą biorącym wszystko, co Aldis uczynił oficjalnym.

#### Pojedynek o WWE Tag Team Championship
Po utracie WWE Tag Team Championship w sierpniu 2024 roku, #DIY (Johnny Gargano i Tommaso Ciampa) obiecali zrobić wszystko, aby odzyskać tytuły. Jednak w tym czasie pojawiły się oznaki niezgody między Ciampą i Gargano, ponieważ ten pierwszy przybrał bardziej agresywny charakter. W odcinku SmackDown z 15 listopada, Ciampa przerwał walkę o tytuł pomiędzy The Street Profits (Angelo Dawkins i Montez Ford) i broniącymi tytułu mistrzami Motor City Machine Guns (Alex Shelley i Chris Sabin), atakując obie drużyny, gdy Gargano próbował go uspokoić, jeszcze bardziej drażniąc niezgodę zespołu. W odcinku z 6 grudnia #DIY pokonali Motor City Machine Guns, aby odzyskać tytuły po tym, jak Gargano uderzył Sabina low blowem, ujawniając, że niezgoda była tylko podstępem, zmieniając obu mężczyzn w heele. Rewanż pomiędzy obiema drużynami miał miejsce w odcinku z 3 stycznia 2025 roku, ale walka zakończyła się bez rezultatu po bójce pomiędzy Los Garza (Angel i Berto) i Pretty Deadly (Elton Prince and Kit Wilson), która rozlała się na ring. Na odcinku z 17 stycznia Motor City Machine Guns pokonali Los Garza, a w następnym odcinku pokonali Pretty Deadly. Później tej samej nocy Motor City Machine Guns ogłosiło, że #DIY będzie bronić tytułów przeciwko nim na Royal Rumble w two out of three falls matchu, co zostało oficjalnie ogłoszone.

## Wyniki walk
| Nr                                 | Wyniki | Stypulacje | Czas    |
| ---------------------------------- | --- | --- | ------- |
| 1                                  | Charlotte Flair wygrała eliminując jako ostatnią Roxanne Perez                                                       | 30-osobowy żeński Royal Rumble match o miano pretendentki do światowego kobiecego tytułu na WrestleManii 41                          | 1:10:20 |
| 2                                  | #DIY (Johnny Gargano i Tommaso Ciampa) (c) pokonali The Motor City Machine Guns (Alexa Shelleya i Chrisa Sabina) 2–1 | Two out of three falls match o WWE Tag Team Championship                                                                             | 14:00   |
| 3                                  | Cody Rhodes (c) pokonał Kevina Owensa                                                                                | Ladder match o Undisputed WWE Championship Zarówno obecny pas "Undisputed", jak i pas "Winged Eagle" zostały zawieszone nad ringiem. | 25:05   |
| 4                                  | Jey Uso wygrał eliminując jako ostatniego Johna Cenę                                                                 | 30-osobowy męski Royal Rumble match o miano pretendenta do światowego tytułu na WrestleManii 41                                      | 1:20:15 |
| (c) – mistrz/mistrzyni przed walką | | |         |

### Wejścia i eliminacje do pojedynku Royal Rumble kobiet
– członkini brandu Raw
    – członkini brandu SmackDown
    – członkini brandu NXT
    – członkini WWE Hall of Fame (HOF)
    – wolna agentka
    – zwyciężczyni
| Nr wejściowy | Wrestlerka       | Brand         | Nr eliminacji | Wyeliminowana przez    | Czas    | Eliminacje |
| ------------ | ---------------- | ------------- | ------------- | ---------------------- | ------- | ---------- |
| 1            | Iyo Sky          | Raw           | 21            | Nię Jax                | 1:06:45 | 1          |
| 2            | Liv Morgan       | Raw           | 24            | Nię Jax                | 1:07:00 | 2          |
| 3            | Roxanne Perez    | NXT           | 29            | Charlotte Flair        | 1:07:47 | 1          |
| 4            | Lyra Valkyria    | Raw           | 2             | Ivy Nile               | 16:13   | 0          |
| 5            | Chelsea Green    | SmackDown     | 9             | Piper Niven            | 26:52   | 2          |
| 6            | B-Fab            | SmackDown     | 1             | Chelsea Green          | 07:20   | 0          |
| 7            | Ivy Nile         | Raw           | 3             | Maxxine Dupri          | 16:29   | 1          |
| 8            | Zoey Stark       | Raw           | 5             | Biancę Belair i Naomi  | 16:58   | 1          |
| 9            | Lash Legend      | NXT           | 8             | Chelsea Green          | 17:22   | 0          |
| 10           | Bianca Belair    | SmackDown     | 23            | Nię Jax                | 49:17   | 1          |
| 11           | Shayna Baszler   | Raw           | 6             | Bayley                 | 10:12   | 1          |
| 12           | Bayley           | Raw           | 26            | Nikki Bellę            | 46:59   | 1          |
| 13           | Sonya Deville    | Raw           | 7             | Iyo Sky                | 06:04   | 1          |
| 14           | Maxxine Dupri    | Raw           | 4             | Pure Fusion Collective | 01:20   | 1          |
| 15           | Naomi            | SmackDown     | 22            | Nię Jax                | 38:04   | 1          |
| 16           | Jaida Parker     | NXT           | 10            | Jordynne Grace         | 06:54   | 0          |
| 17           | Piper Niven      | SmackDown     | 14            | Charlotte Flair        | 24:10   | 1          |
| 18           | Natalya          | Raw           | 11            | Liv Morgan             | 17:14   | 0          |
| 19           | Jordynne Grace   | Wolna agentka | 15            | Giulię                 | 22:41   | 1          |
| 20           | Michin           | SmackDown     | 13            | Charlotte Flair        | 16:59   | 0          |
| 21           | Alexa Bliss      | Wolna agentka | 12            | Liv Morgan             | 11:01   | 0          |
| 22           | Zelina Vega      | SmackDown     | 16            | Nia Jax                | 18:04   | 0          |
| 23           | Candice LeRae    | SmackDown     | 17            | Trish Stratus          | 16:32   | 0          |
| 24           | Stephanie Vaquer | NXT           | 20            | Nia Jax                | 19:02   | 0          |
| 25           | Trish Stratus    | HOF           | 18            | Nia Jax                | 13:13   | 1          |
| 26           | Raquel Rodriguez | Raw           | 19            | Nia Jax                | 15:02   | 0          |
| 27           | Charlotte Flair  | SmackDown     | —             | Zwyciężczyni           | 15:04   | 4          |
| 28           | Giulia           | NXT           | 25            | Roxanne Perez          | 10:08   | 1          |
| 29           | Nia Jax          | SmackDown     | 28            | Charlotte Flair        | 08:13   | 9          |
| 30           | Nikki Bella      | HOF           | 27            | Nia Jax                | 03:04   | 1          |

1. ↑  Ustanowiła nowy rekord Royal Rumble kobiet.
2. ↑  Nazwa zespołu dla grupy składającej się z Shayny Baszler, Sonyi Deville i Zoey Stark.

### Wejścia i eliminacje do pojedynku Royal Rumble mężczyzn
– członek brandu Raw
    – członek brandu SmackDown
    – członek brandu NXT
    – członek TNA
    – celebryta
    – wolny agent
    – zwycięzca
| Nr wejścia | Wrestler                 | Brand       | Nr eliminacji | Wyeliminowany przez                 | Czas  | Eliminacje |
| ---------- | ------------------------ | ----------- | ------------- | ----------------------------------- | ----- | ---------- |
| 1          | Rey Mysterio             | Raw/HOF     | 6             | Jacoba Fatu                         | 24:41 | 0          |
| 2          | Penta                    | Raw         | 14            | Finna Bálora                        | 42:05 | 1          |
| 3          | Chad Gable               | Raw         | 5             | Jacoba Fatu                         | 21:38 | 0          |
| 4          | Carmelo Hayes            | SmackDown   | 1             | Brona Breakkera                     | 06:59 | 0          |
| 5          | Santos Escobar           | SmackDown   | 2             | Brona Breakkera                     | 05:42 | 0          |
| 6          | Otis                     | Raw         | 3             | Brona Breakkera i IShowSpeeda       | 09:43 | 1          |
| 7          | Bron Breakker            | Raw         | 12            | Romana Reignsa                      | 22:26 | 3          |
| 8          | IShowSpeed               | Celebryta   | 4             | Otisa                               | 00:56 | 1          |
| 9          | Sheamus                  | Raw         | 10            | Romana Reignsa                      | 15:38 | 0          |
| 10         | Jimmy Uso                | SmackDown   | 13            | Jacoba Fatu                         | 15:34 | 0          |
| 11         | Andrade                  | SmackDown   | 7             | Jacoba Fatu                         | 03:17 | 0          |
| 12         | Jacob Fatu               | SmackDown   | 16            | Brauna Strowmana                    | 24:16 | 4          |
| 13         | Ludwig Kaiser            | Raw         | 8             | Pentę                               | 00:06 | 0          |
| 14         | The Miz                  | SmackDown   | 9             | Romana Reignsa                      | 05:25 | 0          |
| 15         | Joe Hendry               | TNA         | 11            | Romana Reignsa                      | 03:35 | 0          |
| 16         | Roman Reigns             | SmackDown   | 26            | CM Punka i Setha “Freakin” Rollinsa | 37:15 | 4          |
| 17         | Drew McIntyre            | Raw         | 21            | Damiana Priesta                     | 26:55 | 0          |
| 18         | Finn Bálor               | Raw         | 18            | Johna Cenę                          | 11:10 | 1          |
| 19         | Shinsuke Nakamura        | SmackDown   | 15            | Jeya Uso                            | 03:17 | 0          |
| 20         | Jey Uso                  | Raw         | —             | Zwycięzca                           | 36:59 | 3          |
| 21         | AJ Styles                | SmackDown   | 24            | Logana Paula                        | 21:02 | 1          |
| 22         | Braun Strowman           | SmackDown   | 17            | Johna Cenę                          | 02:12 | 1          |
| 23         | John Cena                | Wolny agent | 29            | Jeya Uso                            | 30:31 | 3          |
| 24         | CM Punk                  | Raw         | 27            | Logana Paula                        | 18:46 | 2          |
| 25         | Seth „Freakin” Rollins   | Raw         | 25            | CM Punka                            | 17:14 | 1          |
| 26         | „Dirty” Dominik Mysterio | Raw         | 19            | Damiana Priesta                     | 04:09 | 0          |
| 27         | Sami Zayn                | Raw         | 20            | Jeya Uso                            | 05:22 | 0          |
| 28         | Damian Priest            | SmackDown   | 22            | LA Knighta                          | 06:14 | 2          |
| 29         | LA Knight                | SmackDown   | 23            | AJ Stylesa                          | 05:06 | 1          |
| 30         | Logan Paul               | Raw         | 28            | Johna Cenę                          | 11:19 | 2          |

1. ↑  Zastąpił Akirę Tozawę po tym, jak Tozawa został zaatakowany podczas swojego wejścia przez Carmelo Hayesa.
2. ↑  Otis został już wyeliminowany, gdy on wyeliminował Speeda.